# 河头乡 (怀仁市)
河头乡，是中华人民共和国山西省朔州市怀仁市下辖的一个乡镇级行政单位。

## 行政区划
河头乡下辖以下地区：
河头村、东昌城村、东寺庄村、小昌城村、蒲里村、中柳会村、旧站村、新桥村、阎家堡村、大滩头村、兴旺村、小滩头村、王庄村、王皓疃村、张家堡村、百谷寨村、下峪村、朝阳村和李家小村。